# Котора масковий
Котора масковий (Pyrrhura pfrimeri) — вид папугоподібних птахів родини папугових (Psittacidae). Ендемік Бразилії. Раніше вважався підвидом бразильського котори, однак був визнаний окремим видом.

## Поширення і екологія
Маскові котори мешкають у вузькій смузі в басейні річки Парана, в передгір'ях на захід від Сьєрра-Жераль, на північному сході штату Гояс та на південному сході штату Токантінс. Вони живуть в сухих листопадних або напівлистопадних лісах каатинги, що ростуть на вапнякових ґрунтах або на виступах вапняку, траплються на плантаціях. Зустрічаються зграями, на висоті до 700 м над рівнем моря. Живляться квітами, плодами і насінням. Сезон розмноження триває з жовтня по січень. В кладці від 3 до 8 яєць.

## Збереження
МСОП класифікує цей вид як такий, що перебуває під загрозою зникнення. За оцінками дослідників, популяція маскових котор становить від 18 до 30 тисяч птахів. Їм загрожує знищення природного середовища.